# Menashe Masiah
Menashe Masiah (héberül: מנשה משיח) (Tel-Aviv, 1973. november 2. –) izraeli nemzetközi labdarúgó-játékvezető. Polgári foglalkozása közalkalmazott, végrehajtó iroda osztályvezetője.

## Pályafutása

### Nemzeti játékvezetés
A játékvezetői vizsgát 1993-ban tette le. Nemzeti labdarúgó-szövetségének megfelelő játékvezető bizottságai minősítése alapján jutott magasabb osztályokba. A küldési gyakorlat szerint rendszeres 4. bírói szolgálatot is végez. 2006-ban lett a Ligat háAl játékvezetője.

### Nemzetközi játékvezetés
Az Izraeli labdarúgó-szövetség Játékvezető Bizottsága (JB) terjesztette fel nemzetközi játékvezetőnek, a Nemzetközi Labdarúgó-szövetség (FIFA) 2009-től tartja nyilván bírói keretében. A FIFA JB központi nyelvei közül a angolt beszéli. Több nemzetek közötti válogatott és klubmérkőzést (Európa-liga) vezetett, vagy működő társának 4. bíróként segített. 2012-ben az UEFA JB besorolása szerint 1. kategóriás bíró. Az izraeli nemzetközi játékvezetők rangsorában, a világbajnokság-Európa-bajnokság sorrendjében többedmagával a 13. helyet foglalja el 1 találkozó szolgálatával. Válogatott mérkőzéseinek száma: 3 (2013. február 6.).
| Időpont            | Helyszín           | Mérkőzés típusa           | Mérkőzés              | Eredmény | Nézők száma |
| ------------------ | ------------------ | ------------------------- | --------------------- | -------- | ----------- |
| 2009. november 14. | Pepsi Arena, Varsó | első válogatott mérkőzése | Lengyelország–Románia | 0 – 1    | 5000        |

#### Labdarúgó-Európa-bajnokság
Az európai labdarúgó torna döntőjéhez vezető úton Ukrajnába és Lengyelországba a XIV., a 2012-es labdarúgó-Európa-bajnokságra az UEFA JB játékvezetőként foglalkoztatta.

##### 2012-es labdarúgó-Európa-bajnokság

###### Selejtező mérkőzés
| Időpont           | Helyszín                                            | Mérkőzés típusa           | Mérkőzés          | Eredmény | Nézők száma |
| ----------------- | --------------------------------------------------- | ------------------------- | ----------------- | -------- | ----------- |
| 2011. március 26. | Estadi Comunal d’Andorra la Vella, Andorra la Vella | előselejtező (B. csoport) | Andorra–Szlovákia | 0 – 1    | 850         |